# Ondata di caldo del luglio 1983
L'ondata di caldo del luglio 1983 è stata una delle più intense ondate di caldo estivo che hanno colpito l'Italia e parte dell'Europa centrale nel periodo coperto dalle osservazioni termometriche meteoclimatiche.

## Descrizione
Già dai primi giorni del mese le temperature massime superavano quasi ovunque i 30 °C ma gli effetti maggiori dell'ondata di calore si verificarono nella seconda metà del mese, in particolare nel corso della seconda decade del mese in Francia e soprattutto a partire dal 17 luglio in Italia, quando la contemporanea ritirata dell'anticiclone delle Azzorre in Oceano Atlantico e la discesa di aria polare marittima lungo un corridoio tra l'Atlantico settentrionale e le isole Canarie determinavano a est una risposta dell'anticiclone subtropicale africano in intensificazione e in rapida espansione dal Sahara occidentale fino all'Europa centrale attraverso il Mar Mediterraneo centrale ed occidentale. La possente struttura anticiclonica di origine subtropicale continentale, associata ad altezze di geopotenziale molto elevate, sospingeva ininterrottamente aria molto calda a tutte le quote verso il settore centrale del continente europeo fino all'ultimo giorno del mese. Molte località italiane e dell'Europa centrale nel corso della terza decade del mese fecero registrare i loro record di temperatura massima assoluta e/o di temperatura massima mensile.

## Italia
In Italia i maggiori effetti dell'ondata di calore si verificarono sulle regioni centro-settentrionali e in Sardegna, mentre invece su quasi tutte le regioni meridionali, seppur interessate dal caldo intenso, gli effetti furono più limitati rispetto ad altre ondata di calore.
I picchi massimi di caldo furono registrati in Sardegna, mentre lungo la penisola le temperature massime più elevate furono registrate nelle pianure interne della Toscana.
Il giorno 21 la stazione meteorologica di Guardiavecchia con 39,2 °C, la stazione meteorologica dell'aeroporto di Bolzano San Giacomo con 39,1 °C e la stazione meteorologica di Milano Malpensa con 37,0 °C facevano registrare i propri record di temperatura massima assoluta, mentre la stazione meteorologica di Torino-Bric della Croce con 32,4 °C stabiliva il proprio record di temperatura massima mensile di luglio.
Il giorno 22 la stazione meteorologica di Cagliari Elmas con 43,6 °C, la stazione meteorologica di Alghero Fertilia con 41,8 °C e la stazione meteorologica di Carloforte con 39,2 °C facevano registrare i propri record di temperatura massima assoluta. Sempre in Sardegna, nella stessa giornata le stazioni idrologiche di Sanluri e di Perdasdefogu raggiungevano una temperatura massima di 47,0 °C.
Il giorno 25 la stazione meteorologica dell'aeroporto di Reggio Calabria con 44,2 °C faceva registrare il proprio record di temperatura massima assoluta, anche se il suddetto dato è da ritenersi dubbio per probabile sovrastima viste le temperature massime contemporaneamente registrate dalle altre stazioni meteorologiche.
Il giorno 26 la stazione meteorologica di Firenze Peretola con 42,6 °C, la stazione meteorologica dell'Osservatorio Ximeniano di Firenze con 41,6 °C, la storica stazione meteorologica di Arezzo San Fabiano con 41,5 °C e la stazione meteorologica di Paganella con 25,0 °C facevano registrare i propri record di temperatura massima assoluta, mentre la stazione meteorologica di Sarzana Luni con 36,4 °C e la stazione meteorologica di Passo della Cisa con 31,8 °C stabilivano i propri record di temperatura massima mensile di luglio.
Il giorno 27 è stato registrato il record di temperatura massima generale nazionale a 850 hPa, mentre al suolo la stazione meteorologica di Tarvisio con 37,2 °C, la stazione meteorologica dell'aeroporto di Albenga Villanova con 37,1 °C, la stazione meteorologica di Radicofani con 36,4 °C, la stazione meteorologica di Dobbiaco con 32,4 °C e la stazione meteorologica di Passo Rolle con 25,4 °C facevano registrare i propri record di temperatura massima assoluta; contemporaneamente, la stazione meteorologica di Elba-Monte Calamita con 34,3 °C stabiliva il proprio record di temperatura massima mensile di luglio.
Il giorno 28 la stazione meteorologica di Città di San Marino nell'omonima repubblica con 39,9 °C, la stazione meteorologica di Roma Fiumicino con 38,6 °C, la stazione meteorologica di Campobasso Monforte con 37,4 °C, la stazione meteorologica di Ponza con 37,2 °C e la stazione meteorologica di San Valentino alla Muta con 32,6 °C facevano registrare i propri record di temperatura massima assoluta, mentre la stazione meteorologica di Roma Urbe con 40,0 °C, la stazione meteorologica di Roma Ciampino con 39,4 °C, la stazione meteorologica dell'aeroporto di Latina con 39,2 °C e la stazione meteorologica di Bracciano Vigna di Valle con 38,5 °C stabilivano i propri record di temperatura massima mensile di luglio. In Sardegna invece la stazione idrologica di Tempio Pausania, a causa di un vicino esteso incendio, raggiunse una temperatura di 49,0 °C che però non risulta omologabile per le condizioni in cui è stata registrata.
Il giorno 29 il record di temperatura massima generale nazionale a 850 hPa fu ulteriormente ritoccato, mentre al suolo la stazione meteorologica di Ancona Falconara con 40,5 °C, la stazione meteorologica di Piacenza Collegio Alberoni con 40,4 °C, la stazione meteorologica di Parma Università con 40,2 °C, la stazione meteorologica dell'aeroporto di Forlì con 40,0 °C, la stazione meteorologica di Bergamo Orio al Serio con 39,0 °C e la stazione meteorologica di Milano Malpensa con 37,0 °C facevano registrare i propri record di temperatura massima assoluta (nel caso della stazione aeroportuale di Malpensa veniva eguagliato il record assoluto stabilito otto giorni prima), mentre la stazione meteorologica di Bologna Borgo Panigale con 39,6 °C, la stazione meteorologica di Piacenza San Damiano con 39,4 °C, la stazione meteorologica dell'aeroporto di Cervia Pisignano con 39,0 °C, la stazione meteorologica di Ravenna Punta Marina con 38,4 °C, la stazione meteorologica di Milano Linate con 37,2 °C, la stazione meteorologica di Novara Cameri con 36,0 °C e l'osservatorio meteorologico di Oropa con 28,8 °C stabilivano i propri record di temperatura massima mensile di luglio.
Il giorno 30 la stazione meteorologica di Pisa San Giusto con 37,8 °C stabiliva il proprio record di temperatura massima mensile.
Infine il giorno 31 il caldo risultava ancora molto intenso, con la stazione meteorologica di Dobbiaco che con 32,4 °C eguagliava il proprio record di temperatura massima assoluta stabilito quattro giorni prima.
Nei primi giorni di agosto, le temperature si riportarono gradualmente verso i valori medi del periodo, grazie ai temporali che tra il giorno 2 e il giorno 3 si diffusero sulle regioni settentrionali.
Questa lunga ondata di calore fu preceduta nei mesi antecedenti dal fenomeno El Niño che aveva determinato il riscaldamento delle acque superficiali degli oceani che bagnano le coste dell'America del sud; tra i due effetti può esserci stata una strettissima correlazione visto che quest'ultimo fenomeno si verificò anche nei mesi che precedettero le estati del 1952, 1998, 2003 e 2015, anni in cui in Italia e nel resto d'Europa si sono raggiunti valori altrettanto elevati.

## Francia e Svizzera
In Francia, dove in base alle zone sono risultate più intense l'ondata di caldo del luglio 1947, del luglio 1949, del luglio 1952, dell'estate 1982, dell'agosto 2003 e dell'estate 2019, sono stati comunque registrati alcuni record di caldo che resistono ancora oggi. Il giorno 22 le stazioni meteorologiche aeroportuali di Lione Bron con 39,8 °C e di Lione Satolas con 39,3 °C stabilivano i propri record di temperatura massima mensile. Il giorno 26 la stazione meteorologica aeroportuale di Marsiglia Marignane con 39,7 °C faceva registrare il proprio record di temperatura massima assoluta. Il giorno 30 la stazione meteorologica aeroportuale di Limoges Bellegarde con 35,7 °C stabiliva il proprio record di temperatura massima mensile di luglio. Infine, il giorno 31 la stazione meteorologica aeroportuale di Vichy Charmeil con 41,2 °C faceva registrare il proprio record di temperatura massima assoluta.
Contemporaneamente, in Corsica l'ondata di calore faceva registrare vari record di caldo. Il giorno 26 la stazione meteorologica di Ajaccio Campo dell'Oro con 40,3 °C, la stazione meteorologica di Capo Corso con 39,5 °C e la stazione meteorologica di Capo Cavallo con 39,4 °C facevano registrare i propri record di temperatura massima assoluta. Il giorno 27 la stazione meteorologica di Capo Cavallo bissava il record del giorno precedente di 39,4 °C. Il giorno 29 la stazione meteorologica di Calvi con 42,1 °C, la stazione meteorologica di Ajaccio La Parata con 41,2 °C e la stazione meteorologica di Capo Sagro con 36,0 °C facevano registrare i propri record di temperatura massima assoluta.
In Svizzera molti record di caldo registrati durante questa ondata di calore furono poi superati nell'agosto 2003. Tuttavia, resiste ancora lo storico record di temperatura massima assoluta registrato il giorno 27 dalla stazione meteorologica sul Säntis con 20,8 °C.

## Germania, Austria e Repubblica Ceca
In Germania varie località della parte meridionale del paese registrarono i loro record storici di caldo. Il giorno 27 la stazione meteorologica di Norimberga con 38,6 °C, lo storico osservatorio meteorologico di Monaco di Baviera con 37,5 °C e la stazione meteorologica di Augusta con 37,1 °C facevano registrare i loro record di temperatura massima assoluta, mentre la stazione meteorologica dell'aeroporto di Monaco-Riem con 36,4 °C stabiliva il proprio record di temperatura massima mensile di luglio.
In Austria molti dei record di caldo stabiliti nel corso di questa ondata di calore sono stati battuti tra la fine di luglio e l'inizio di agosto del 2013. Tra i record storici di temperatura massima assoluta resiste quello del Sonnblick con i 15,0 °C registrati il giorno 27.
Anche nell'allora Cecoslovacchia, nell'attuale Repubblica Ceca molti dei record di caldo stabiliti durante questa ondata di calore furono superati successivamente. Tuttavia, resiste ancora lo storico record ultrasecolare di temperatura massima assoluta dell'osservatorio meteorologico del Clementinum di Praga, che il giorno 27 fece registrare 37,8 °C.

## Slovenia e Croazia
In Slovenia vari record di caldo stabiliti durante questa ondata di calore furono poi superati nell'agosto 2003 e nell'agosto 2013. Tuttavia, resistono ancora i record di temperatura massima assoluta registrati il giorno 27 dalla stazione meteorologica di Rateče Planica con 36,1 °C e dalla stazione meteorologica del Monte Kredarica con 21,6 °C, oltre al record di temperatura massima mensile di luglio registrato il giorno 28 dalla stazione meteorologica aeroportuale di Lubiana Brnik con 36,3 °C.
In Croazia, dove sono risultate complessivamente più intense l'ondata di caldo del luglio 1950 e quella dell'agosto 2013, resiste ancora il record di temperatura massima mensile di luglio registrato il giorno 27 dalla stazione meteorologica del Monte Zavižan con 27,6 °C.